# 諸聖教堂 (泰晤士河畔金斯頓)
諸聖教堂（英語：All Saints Church）是倫敦泰晤士河畔金斯頓的一座教區教堂，位於泰晤士河畔金斯頓的市場廣場，和聖約翰教堂皆為聖公會薩瑟克教區的圖標衣服。諸聖教堂是金斯頓唯一一座一級登錄建築，這裡最早的教堂修建於838年。